# Ataenius balthasari
Ataenius balthasari är en skalbaggsart som beskrevs av Rudolph Petrovitz 1973. Ataenius balthasari ingår i släktet Ataenius och familjen Aphodiidae. Inga underarter finns listade.